# Musée régional de Mayence
Pour les articles homonymes, voir Musée du Land.
Le musée régional de Mayence (Landesmuseum Mainz) conserve une importante collection d'objets de la période romaine de Mayence, ainsi que des peintures et sculptures jusqu'à nos jours. Il abrite la plus importante collection d'art du Land de Rhénanie-Palatinat.

## Histoire
Fondé en 1803 dans la préfecture du département du Mont-Tonnerre en réunissant initialement 36 tableaux dont 25 envoyés par le Louvre (Joardens, Guerchin, Lairesse...), il a emménagé en 1937 dans un imposant bâtiment, l'ancienne écurie du Prince Électeur, dite aussi la « caserne au Cheval d'or ». Il abrite la plus importante collection d'art du land de Rhénanie-Palatinat qu'il soit possible de voir. Le musée est un des plus anciens musées d'Allemagne : ses débuts remontent à la mise en dépôt des chefs-d'œuvre artistiques confisqués sur ordre de Napoléon Ier en 1803 (voir : Arrêté Chaptal).
En 1950, des travaux de consolidation de bâtiments, la Golden-Ross-Kaserne (caserne du cheval d'or) et l'ancienne écurie du prince électeur ont été organisés par la direction générale des Affaires culturelles.

## Collection de peintures et sculptures
Le musée du Land montre un large éventail de collections thématiques. Les collections de ce musée sont considérées comme les plus importantes de la sorte en Rhénanie-Palatinat. Une partie des collections provient de celles du prince Jean-Georges de Saxe. Avec plus de 2 000 œuvres originales, le musée conserve aussi un ensemble très représentatif de monuments de l'antiquité romaine. Il se classe ainsi au premier rang des musées lapidaires romains d'Allemagne et du nord des Alpes. Certains monuments sont très connus, dans leur genre, comme la grande colonne de Jupiter. La collection d'œuvres graphiques comporte des aquarelles, des dessins et des estampes ainsi que des miniatures médiévales.
Les verreries art nouveau sont dignes d'être mentionnées ainsi que les porcelaines de Höchst de l'ancienne manufacture de porcelaine du prince-électeur. Pour l'art du XXe siècle, il faut mentionner le plus important ensemble d'œuvres d'Antoni Tàpies d'Allemagne.

### Préhistoire et antiquité romaine

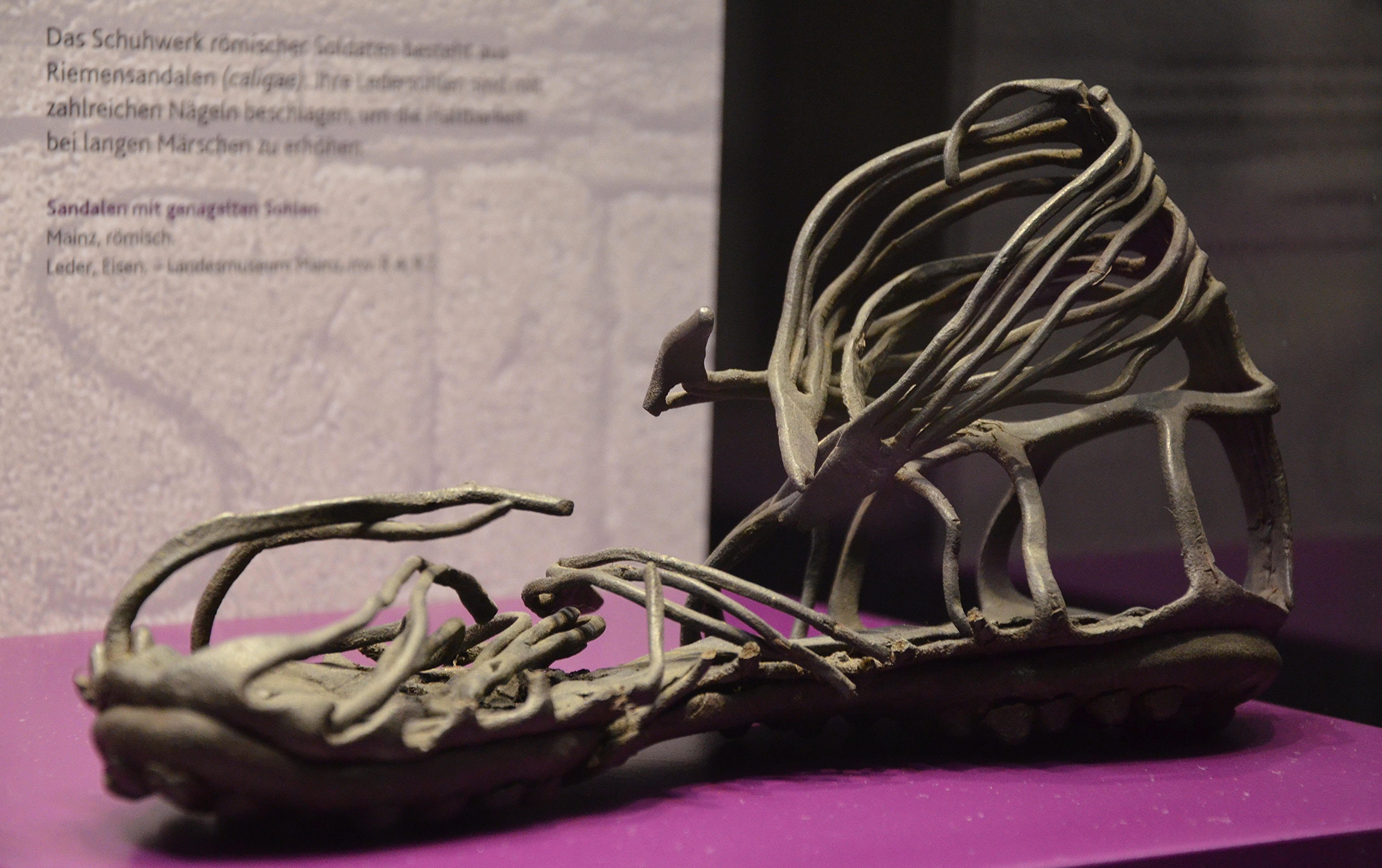
Sandale d'un soldat romain, Ier siècle.

Mogontiacum, capitale de la Germanie supérieure, était une cité gallo-romaine importante et prospère qui a laissé beaucoup de vestiges. Ils furent découverts au fil des siècles à l'occasion de chantiers de construction ou dans le cadre de fouilles systématiques. Le musée rassemble ces découvertes : pierres gravées, statues, bijoux, objets de la vie quotidienne. Le musée contient également des objets dont l'origine est antérieure à l'occupation romaine, plus particulièrement de l'époque celte, par exemple le chien en verre de Wallertheim.

#### Monuments romains en pierre
Dans la salle lapidaire on peut voir aujourd'hui la reconstruction des vestiges romains des provinces romaines en Germania inferior et Germania superior.

#### Tête d’une déesse celte
Figure de femme en bronze (Inv.-Nr. R 631), 33 cm, découverte en 1844, près de Mayence-Finthen dans un sanctuaire de Mercure. Selon Reeb, il s'agirait de la Lune, parée d'un croissant dont il ne resterait que des traces ; Schumacher y voit une image de Rosmerta-Maia : il se peut que Rosmerta soit la forme gauloise de la déesse latine Maia, mère de Mercure, mais ce n'est pas de cette forme qu'il s'agit.

#### Tête d'époque julio-claudienne
Une tête d'époque julio-claudienne, dite aussi Tête en marbre mayençais, fut trouvée dans l’actuel quartier Neustadt de Mayence, le quartier nouveau de la ville après 1870-1871.

#### La grande colonne de Jupiter

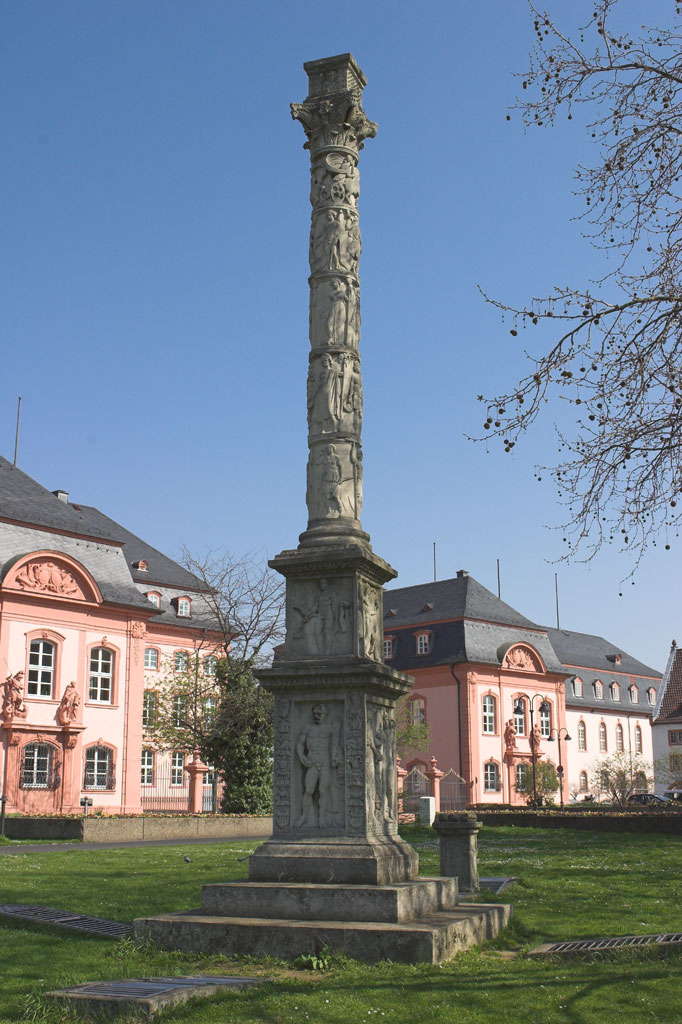
La grande colonne de Jupiter (Reconstruction)

La grande colonne de Jupiter à Mayence, mesurant plus de 9 m de haut, montre bien comment les édifices antiques peuvent faire le récit du passé de manière vivante. L’inscription au pied de la colonne dévoile un chapitre agité de l’histoire romaine, du temps de l’empereur Néron. On déchiffre vaguement les mots « Nero » et « pro salute », qui ensemble signifient "en l’honneur de Néron". Une copie de cette colonne se trouve à Musée d'archéologie nationale à Saint-Germain-en-Laye.
La colonne, brisée en plus de 2000 morceaux, fut découverte en 1905, au cours de travaux de construction à proximité d’un quartier d'antiquaires. Ce quartier se trouvait aussi sur le territoire de l’actuel quartier Neustadt de Mayence. Les commerçants mayençais érigèrent la colonne en l’honneur de l’empereur. Cependant, ce n’est que le fruit du hasard, si aujourd’hui on peut en tirer cette conclusion. Car après sa mort, Néron, identifié comme l’auteur de l’incendie de Rome, était considéré et traité comme un ennemi public. L’inscription au pied de la colonne de Jupiter à Mayence ne pouvait donc pas y rester. Par conséquent on l’a fait disparaître – mais pas suffisamment à vrai dire.
Sur la colonne, on peut également décrypter parfaitement la coexistence du culte des dieux romains et celui des dieux germaniques. Les 28 reliefs montrent des divinités romaines et celtes : Fortuna, Minerve, Mercure et Salus, Héraclès, Apollon et les Dioscures. À l’origine, une statue de Jupiter en bronze couronnait la colonne. Cependant, il ne reste plus de cette statue qu’un pied, un petit doigt, ainsi que des morceaux de l’égide (éclair).

Éléments de la Grande colonne de Jupiter
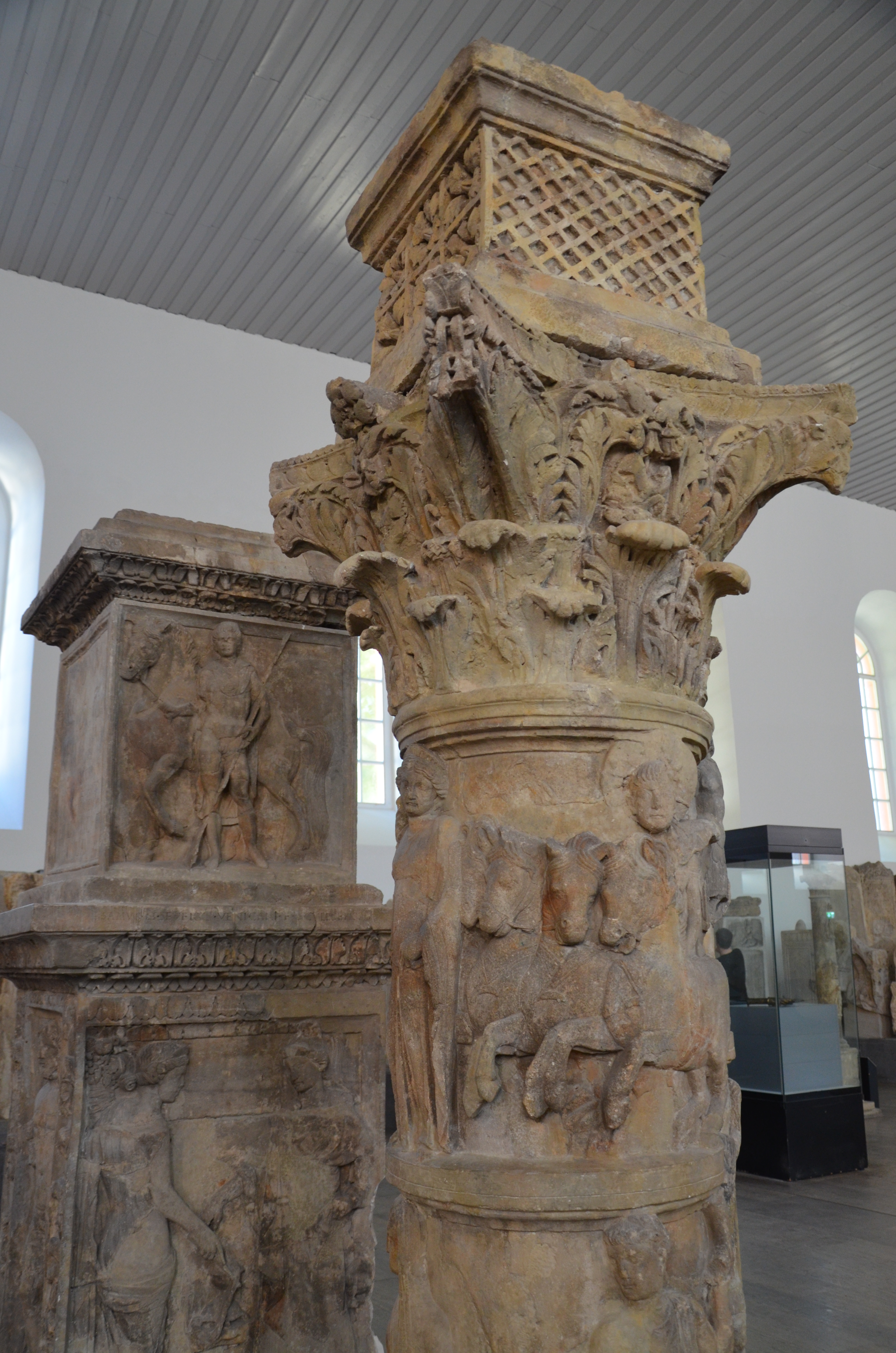
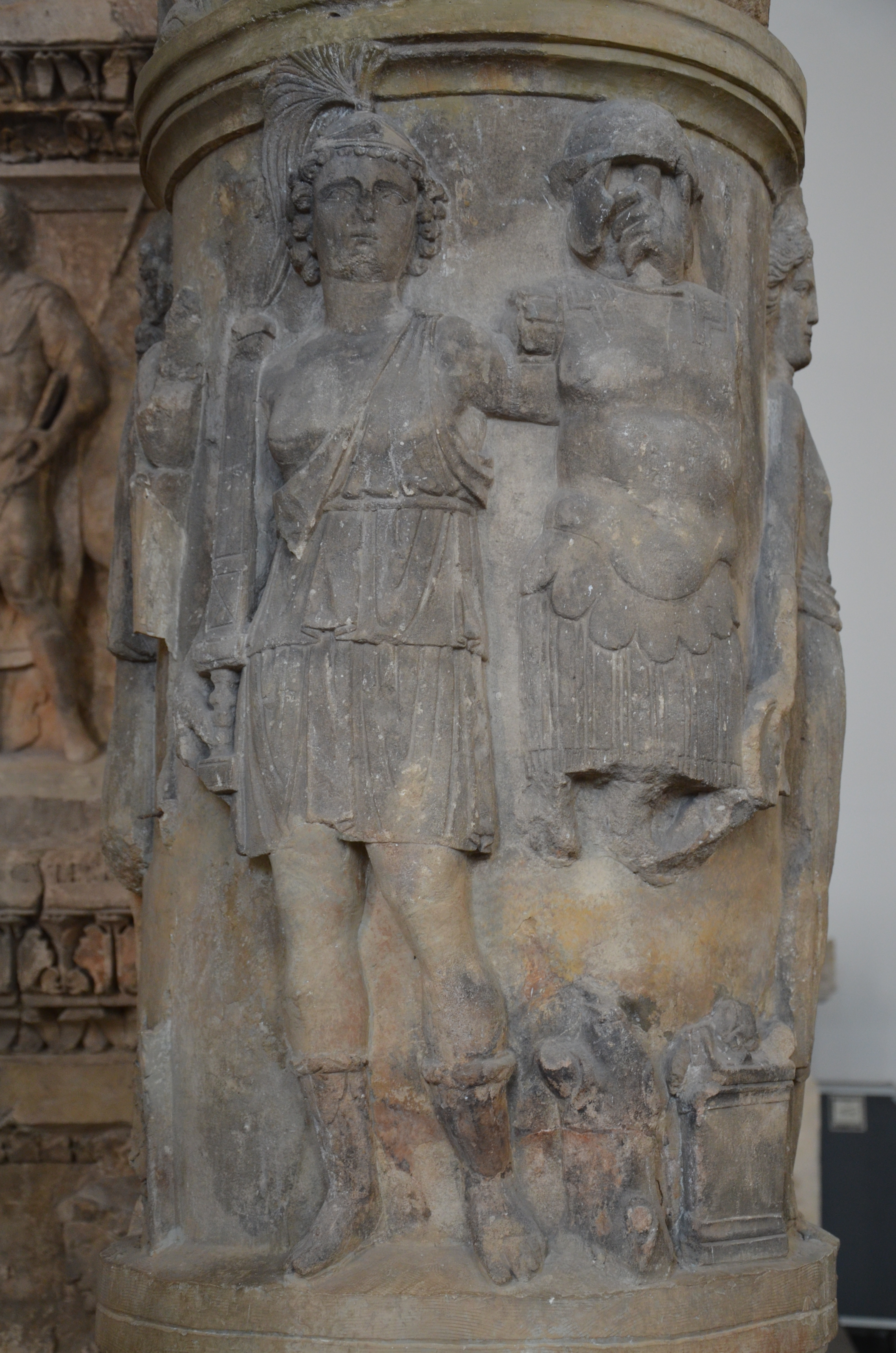
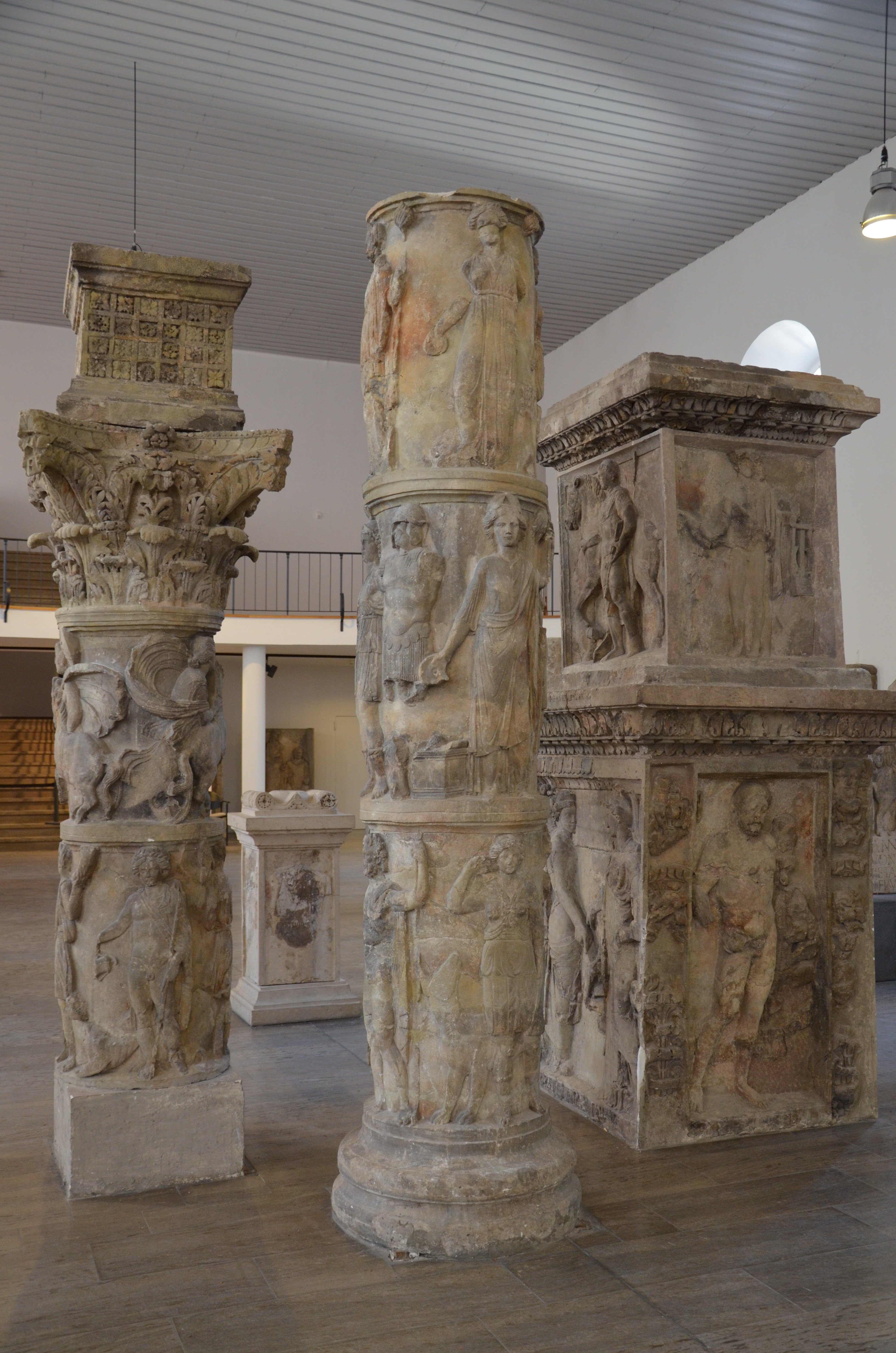

#### L’arc de Dativius Victor

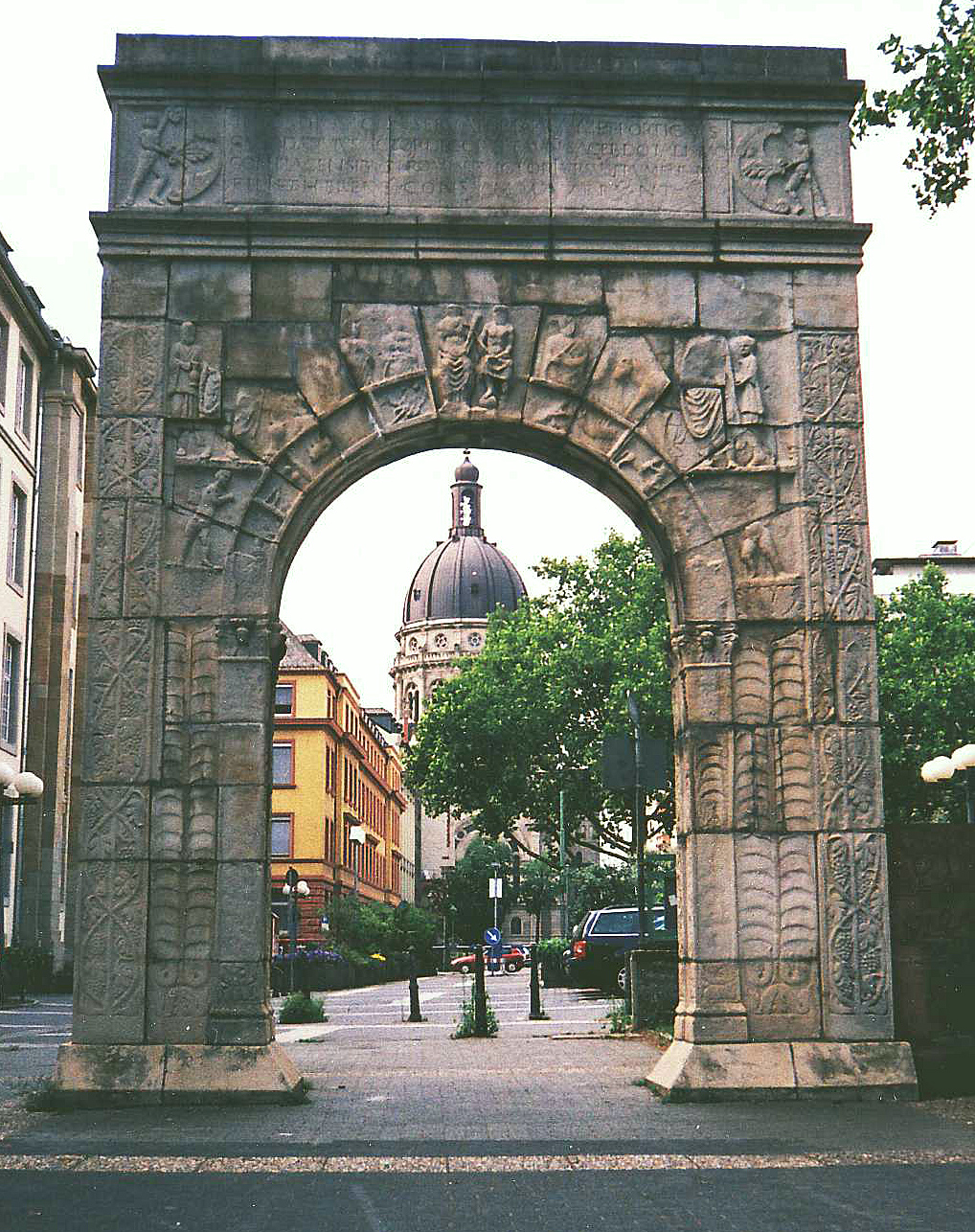
L’arc de Dativius Victor

Le conseiller municipal Dativius Victor de la ville de Nida (aujourd’hui appelée Francfort-Heddersheim) avait fait don d’un arc qui porte aujourd’hui son nom et d’une galerie d’honneur.
À proximité du musée central romain-germanique (château des Princes-Électeurs) se dresse une copie de l’arche faite en 1962, l’original étant exposé au musée du Land. L'arc est orné, sur la frise, des signes du zodiaque. Au centre trône le couple de souverains des dieux du ciel, Jupiter et Junon. Alors que les tribus germaines menaçaient de plus en plus Mogontiacum, on a érigé au milieu du IVe siècle de nouveaux remparts, pour lesquels des éléments d'édifices existants, tels que des sanctuaires ou des cimetières, ont été utilisés, afin de gagner du temps. De cette manière, des blocs de pierre provenant de l’arc de Dativius Victor ont servi de fondations pour les remparts. De 1898 à 1911, les morceaux d’origine ont été dégagés et rassemblés.

#### Stèle funéraire du naute Blussus
Monument funéraire (datation : 14-54) d'un marinier (nauta), de sa femme et de leur fils (Inv. Nr. S 146). Les noms des défunts sont fournis par une inscription ainsi conçue :
BLVSSVS ATVSIRI
NAVTA AN LXXV H S E
MENIMANII BRIGIONIS F AN
VXSOR VIVA SIBI FECIT PRIMVS F
PARENTIBVS PRO PIETATE POSI T
soit :
Blussus Atusiri f(ilius) / nauta an(norum) LXXV h(ic) s(itus) e(st) / Menimane Brigionis f(ilia) an(norum) / ux{s}or viva sibi fecit Primus f(ilius) / parentibus pro pietate pos(u)it
Ci-gît Blussus, fils d'Atusirius, naute, âgé de 75 ans. Son épouse, fille de Menimanius Brigio, âgée de ... ans, a fait faire ce monument de son vivant. Leur fils Primus l'a fait poser par piété pour ses parents.
Cette inscription est gravée sur une des grandes faces du cippe, au-dessous de deux guirlandes de fruits accompagnées de rosaces alternées, et d'une barque pourvue d'un mât, dans laquelle sont trois rameurs ; un quatrième personnage est au gouvernail. L'inscription était reproduite sur la face opposée, avec addition du nom d'un esclave appelé Satto ; une cassure a fait disparaître la fin des lignes. Sur cette même face, au-dessus de l'inscription, sont les portraits de Blussus et de sa femme Menimane, assis à côté l'un de l'autre, sur une sorte de canapé à pieds sculptés, qui leur est commun. Le marinier, placé à droite, est imberbe, à cheveux courts, et vêtu d'une tunique et d'une saie à capuchon pourvue d'un bourrelet autour du cou. Il tient de la main gauche une bourse.
Sa femme, à demi drapée dans un manteau agrafé sur l'épaule droite, porte une robe longue et un corsage collant. Un curieux accessoire de toilette, comparable à un corset, fait le tour des bras. Des incrustations le décorent. La défunte, dont l'épitaphe préparée d'avance n'indique pas l'âge, est parée d'un collier formé de deux rangs de perles et d'un médaillon circulaire avec pendeloques. Elle tient de la main droite un objet rond, pomme ou peloton de laine, de l'autre main un fuseau et peut-être un bouquet, mais plutôt une quenouille. Sur ses genoux est un petit chien portant au cou une clochette. Au second plan, entre les deux époux, est représenté Primus (ou Satto) dont on n'aperçoit que le buste. Le défunt, vêtu d'une tunique, tient de la main droite contre sa poitrine un objet plat en forme de disque, peut-être un gâteau.

#### Stèle funéraire du légionnaire Gnaeus Musius

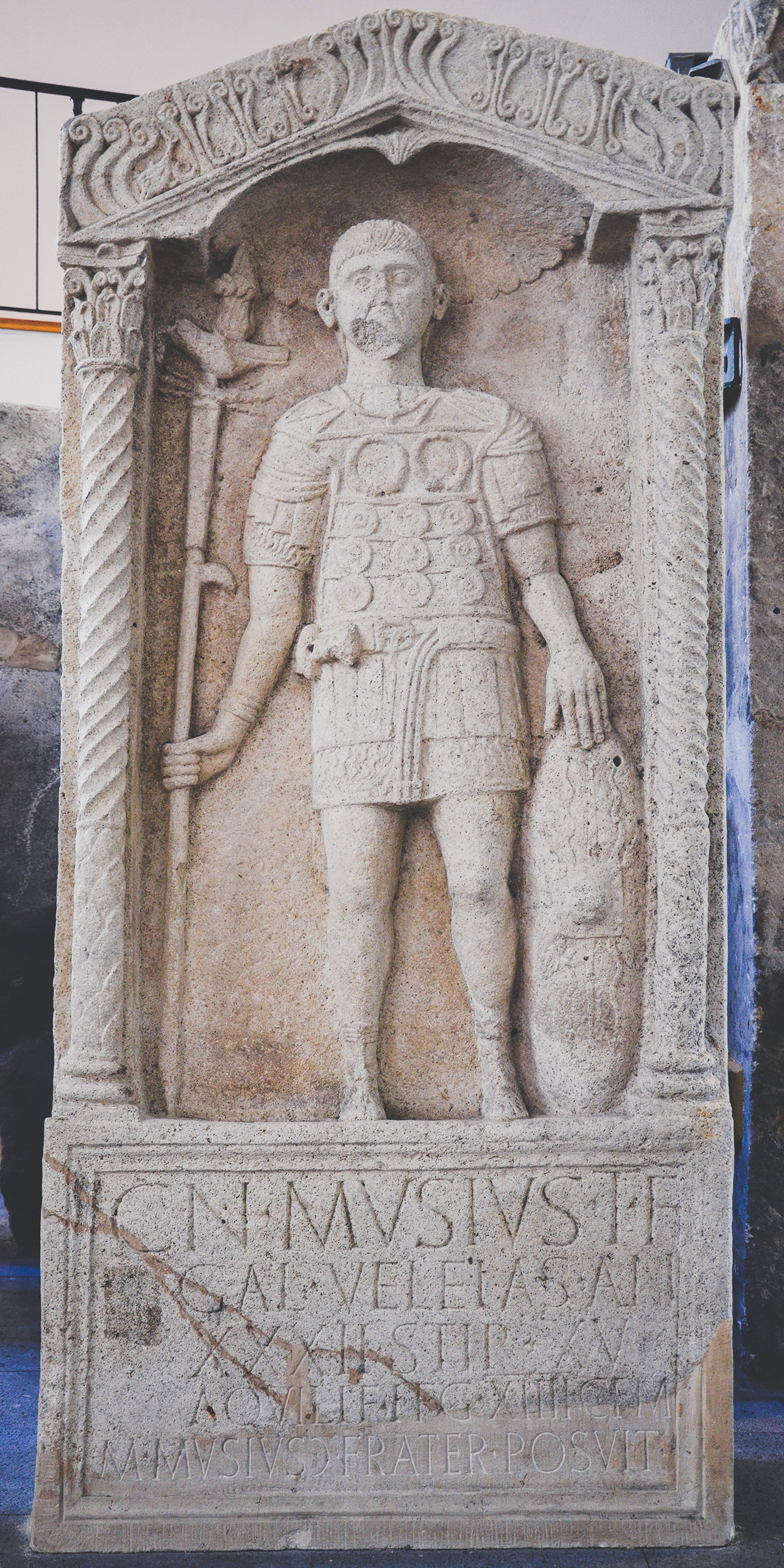
Stèle funéraire du légionnaire Gnaeus Musius

Stèle funéraire (datation : 14-37), figurant en bas-relief un aquilifer (porte-aigle) de la XIVe légion. Le défunt est représenté debout, de face, dans une niche, entre deux colonnes torses pourvues d'un chapiteau, supportant un fronton décoré de palmettes. Il est imberbe, nu-tête, vêtu d'une cuirasse bordée ou doublée de laine et d'une tunique qui apparaît par-dessous.
La cuirasse est serrée à la taille par un ceinturon orné de plaques de métal. Un poignard porté du côté droit est suspendu à ce ceinturon d'où se détachent trois lanières garnies de ferrets qui retombent par devant. Sur un tablier de cuir couvrant la poitrine, pourvu de bretelles -et sans doute bouclé par derrière-, sont fixées ses décorations : deux torques et neuf phalères.
Les avant-bras et les jambes sont nus. Autour du poignet droit est un bracelet, vraisemblablement de cuir, comme en portent les athlètes. Les pieds sont chaussés de semelles maintenues par des courroies. Une bande de cuir, par devant, les relie à d'autres courroies qui entourent le bas de la jambe, au-dessus de la cheville.
Le personnage s'appuie de la main gauche sur un bouclier ovale décoré d'un foudre ailé. L'enseigne de la légion, tenue de l'autre main, est un aigle enserrant un foudre. La hampe qui le supporte est pourvue d'un sabot. Un crochet, aux deux tiers environ de la hauteur, a pu servir pour fixer cette hampe dans le sol et faciliter le port de l'enseigne pendant la marche, en l'empêchant de glisser sur l'épaule. L'aigle a les ailes éployées passées dans une couronne de chêne, avec un gland à l'extrémité de son bec. Un dauphin est figuré de chaque côté du fronton, parmi les palmettes.
À la partie inférieure de la stèle, on relève l'inscription :
CN(aeus) MVSIVS T(iti) F(ilius)
GAL(eria) VELEIAS AN(norum)
XXXII STIP(endiorum) XV
AQVLIF(er) LEG(ionis) XIIII GEM(inae)
M(arcus) MVSIVS (centurio) FRATER POSVIT
Cnaeus Musius, fils de Titus, âgé de 32 ans, 15 ans de service, aquilifer de la XIVe légion. Son frère Marcus Musius, centurion, a fait poser cette stèle.

### Moyen Âge
Les statues qui ornaient le portail de Sainte-Marie aux Marches, église gothique, comptent aujourd'hui au nombre des plus belles pièces de la collection du musée.

### Renaissance et peintres néerlandais
- Lorenzo di Credi
- Hans Baldung

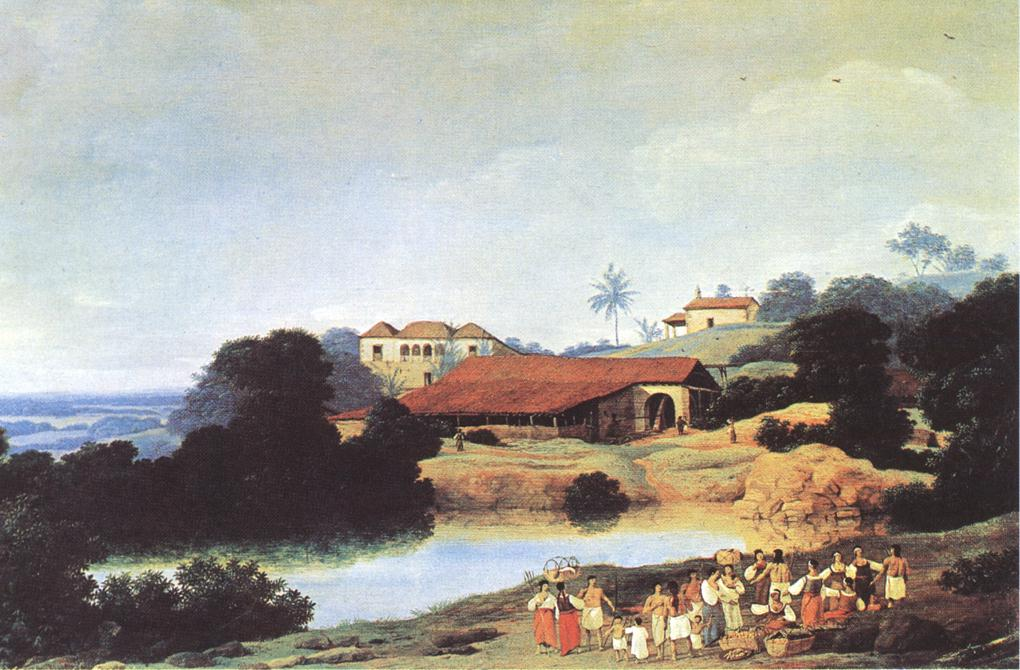
Franz Post, Paysage brésilien, 1652

- Gérard de Lairesse : Baptême de saint Augustin
- Willem Claesz. Heda
- Dirck van Baburen : Les Jeunes Gens dissolus, 1623

### Peinture française desXVIIeetXVIIIesiècles

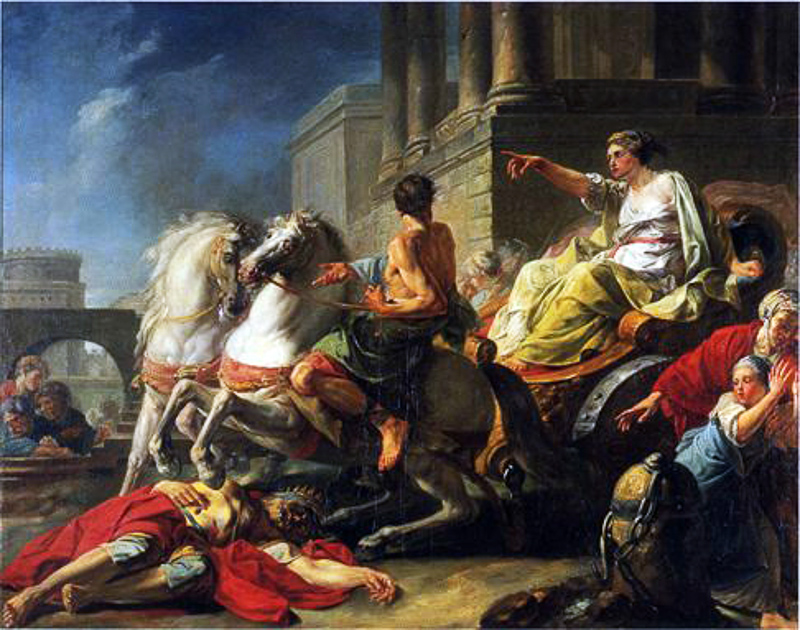
Jean Bardin : ' (1765).

- Philippe de Champaigne, (1602-1674), Paysage avec sainte Pélagie se retirant dans la solitude[8],
- Jacques-François Amand, (1730-1769), Samson et Dalila, pièce de réception à l'Académie[9].
- Jean Bardin, (1732-1809), Tullia faisant passer son char sur le corps de son père, pièce de réception à l'Académie[10].

### Époque contemporaine
- Max Slevogt
- Max Liebermann
- Lovis Corinth
- Antoni Tàpies

#### « Art dégénéré »
Max Klinger, Käthe Kollwitz et Max Liebermann
- 1950 : donation du Haut Commissaire : Œuvres d'Edgar Degas, Paul Signac, Alfred Sisley et Pablo Picasso

#### Œuvres notables
- Pablo Picasso : Tête de femme, 1908.
- Arnulf Rainer : Übermalte Kreuzigung mit Christuskopf.
- Sigmar Polke : Sans titre
- Friedemann Hahn (de)

## Objets

### La valise Welsch
Au musée est exposée la « valise de Welsch ». Il s'agit d'une collection d'instruments de mesure et de construction géométrique couvrant complètement les besoins de l'architecte Maximilian von Welsch, fabriqués avant 1714 probablement à Paris. Le nombre de ces instruments et leur très grande qualité d'exécution témoignent du rang social élevé de Maximilien von Welsch à Mayence.

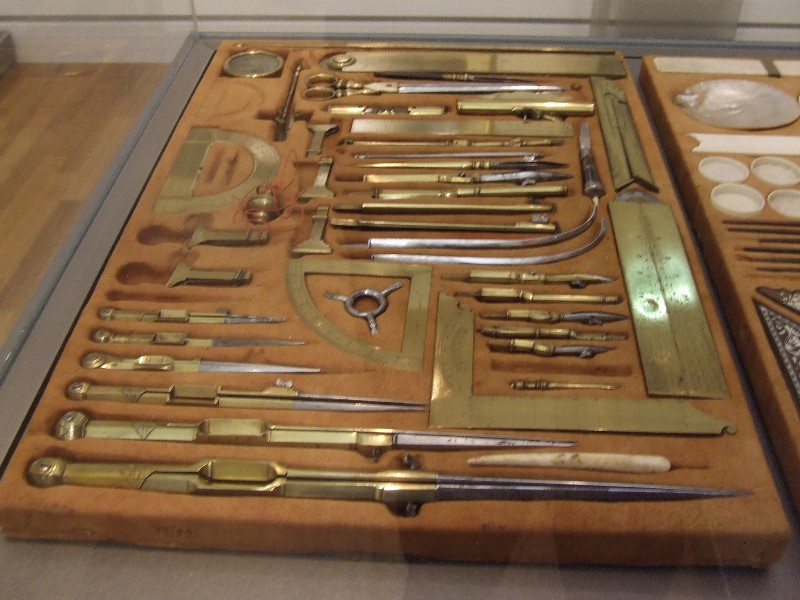
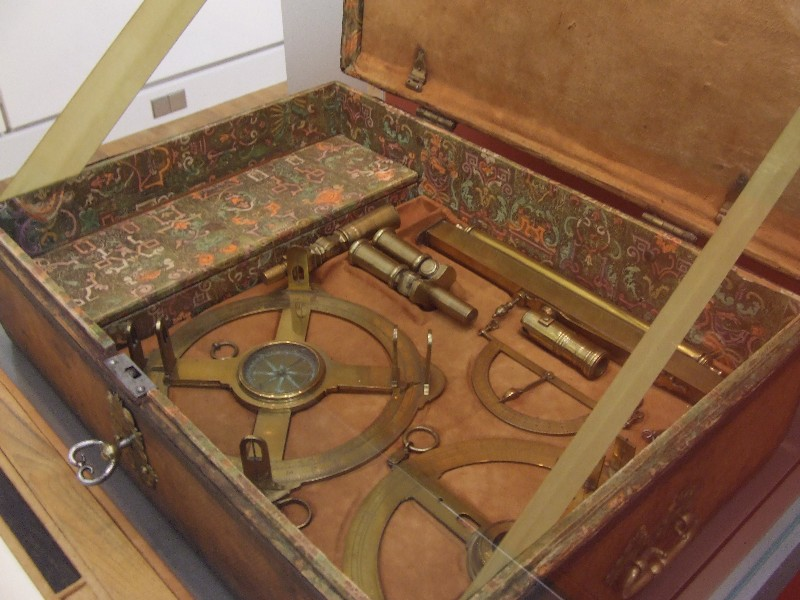
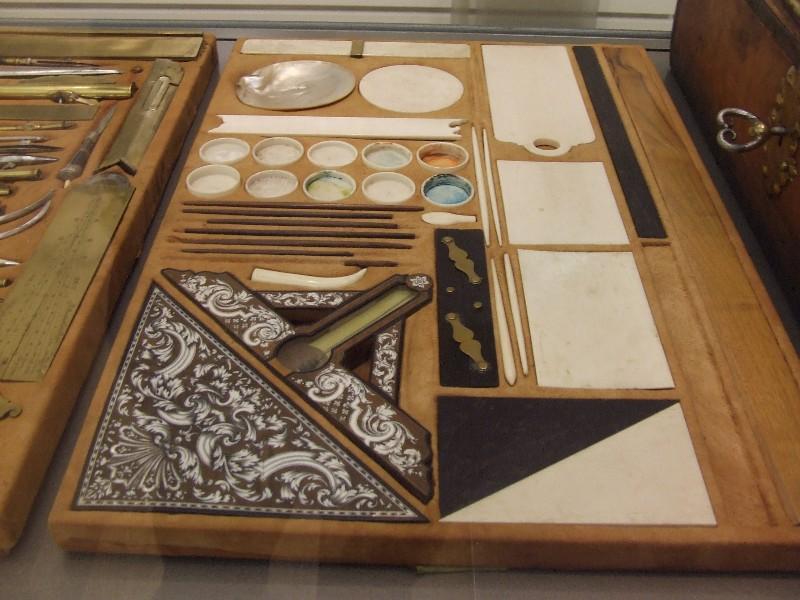

## Expositions temporaires
(voir le site externe)
- 1982 Mainz in Napoleonischer Zeit, kultur- und kunstgeschichtliche Aspekte. (Exposition Mayence à l'époque napoléonienne, aspects culturels et historiques de l'art, Mayence, juillet-septembre 1982. Catalogue, 180 p.)
- 2004 Beutekunst unter Napoleon, Die französische Schenkung an Mainz, (« Les envois français sous Napoléon Ier »), 1803.
- 2008
  - Der Narr - König der verkehrten Welt, (« Le fou - roi du monde envers »)
  - Gottlieb Welté, peintre originaire de Mayence actif en Estonie à la fin du XVIIIe siècle.
  - Friedensreich Hundertwasser (1928-200), artiste peintre, penseur et un architecte autrichien.
  - Le carlin, les secrets d'une idole oubliée.
- 2009
  - Goetter, Helden, Heilige. Peinture baroque italienne au Landesmuseum Mainz.
  - Gustav Heinrich Naeke (1785-1835)
  - Rhin romantique, peintres et poètes anglais partirent à la découverte des richesses de la vallée du Rhin. La devise del'été de la culture 2009 de Rhénanie-Palatinat était “Cool Britannia”, le Musée presente une petite exposition de cabinet sur le thème de Rhin romantique, comme paysages de Joseph Mallord William Turner Vue de Mayence (aquarelle).
  - Manière noire, développement de gravure en creux.
- 2020
  - Les empereurs et les piliers de leur pouvoir de Charlemagne à Frédéric Barberousse, exposition nationale

## Jeune public
"Le Musée jeunes" : expositions et activités pour les enfants.